# Gli altri tutti qui - Seconda collezione dal 1967 al 2006
Gli altri tutti qui - Seconda collezione dal 1967 al 2006 (conosciuto anche come Gli altri tutti qui) è un album raccolta di Claudio Baglioni pubblicata in Italia nel 2006.

## Il disco
La raccolta è composta da 3 CD, in cui sono contenuti 44 brani già noti e quattro inediti: Va, inno dei XX Giochi olimpici invernali di Torino 2006, Se la ragazza che avevi, Amore amore un corno, Una storia normale, registrate negli anni sessanta.
L'album esce il 31 marzo 2006 sull'onda del successo di Tutti qui che aveva venduto più di 300 000 copie. Curiosamente, questa raccolta e la precedente, si troveranno contemporaneamente nella classifica FIMI.

## Tracce

### CD 1
1. Se la ragazza che avevi - 2:33 - inedito
2. Amore amore un corno - 4:03 - inedito
3. Una storia normale - 4:11 - inedito
4. Una favola blu - 2:59 - dall'album Claudio Baglioni (1970)
5. Io una ragazza e la gente - 3:25 - dall'album Un cantastorie dei giorni nostri (1971)
6. Cincinnato - 3:44 - dall'album Un cantastorie dei giorni nostri (1971)
7. Fratello sole sorella luna - 2:57 - dal singolo Fratello sole sorella luna/Preghiera semplice/Canzone di San Damiano (1972)
8. Una faccia pulita - 3:17 - dall'album Questo piccolo grande amore (1972)
9. Mia libertà - 3:41 - dall'album Questo piccolo grande amore (1972)
10. Ragazza di campagna - 5:18 - dall'album Gira che ti rigira amore bello (1973)
11. A modo mio - 3:50 - dall'album E tu... (1974)
12. Il mattino si è svegliato - 3:30 - dall'album E tu... (1974)
13. Chissà se mi pensi - 3:54 - dall'album E tu... (1974)
14. Doremifasol - 3:05 - dall'album Sabato pomeriggio (1975)
15. Lampada Osram - 4:30 - dall'album Sabato pomeriggio (1975)
16. Gagarin - 5:27 - dall'album Solo (1977)
17. Nel sole, nel sale, nel sud - 5:21 - dall'album Solo (1977)
18. Puoi? - 3:27 - dall'album Solo (1977)
19. Ancora la pioggia cadrà - 6:08 - dall'album E tu come stai? (1978)

### CD 2
1. Giorni di neve - 3:16 - dall'album E tu come stai? (1978)
2. Ti amo ancora - 4:00 - dall'album E tu come stai? (1978)
3. Ragazze dell'est - 5:30 - dall'album Strada facendo (1981)
4. Notti - 4:20 - dall'album Strada facendo (1981)
5. Ora che ho te - 4:35 - dall'album Strada facendo (1981)
6. Uomini persi - 5:13 - dall'album La vita è adesso (1985)
7. Tutto il calcio minuto per minuto - 7:18 - dall'album La vita è adesso (1985)
8. Un nuovo giorno o un giorno nuovo - 4:26 - dall'album La vita è adesso (1985)
9. Notte di note, note di notte - 6:16 - dall'album La vita è adesso (1985)
10. Il sogno è sempre - 5:06 - dall'album Assolo (1986)
11. Domani mai - 5:09 - dall'album Oltre (1990)
12. Vivi - 4:21 - dall'album Oltre (1990)
13. Acqua dalla Luna - 4:31 - dall'album Oltre (1990)
14. Signora delle ore oscure - 4:50 - dall'album Oltre (1990)
15. Tamburi lontani - 5:49 - dall'album Oltre (1990)

### CD 3
1. Le vie dei colori - 6:10 - dall'album Io sono qui (1995)
2. Reginella regine - 5:49 - dall'album Io sono qui (1995)
3. Titoli di coda - 6:00 - dall'album Io sono qui (1995)
4. Anima mia - 5:14 - dall'album Anime in gioco (1998)
5. Il nostro concerto - 6:04 - dall'album Anime in gioco (1998)
6. Arrivederci o addio - 4:51 - dall'album A-Live (1998)
7. Un mondo a forma di te - 6:00 - dall'album Viaggiatore sulla coda del tempo (1999)
8. A domani - 3:59 - dall'album Viaggiatore sulla coda del tempo (1999)
9. Grand'uomo - 6:04 - dall'album Sono io - L'uomo della storia accanto (2003)
10. Di là dal ponte - 6:09 - dall'album Sono io - L'uomo della storia accanto (2003)
11. Serenata in sol - 4:54 - dall'album Sono io - L'uomo della storia accanto (2003)
12. Quei due - 5:52 - dall'album Sono io - L'uomo della storia accanto (2003)
13. Crescendo e cercando - 4:09 - dall'album Crescendo e cercando (2004)
14. Va (Inno delle Olimpiadi di Torino 2006) - 3:04 - inedito

## Classifiche

### Classifiche settimanali
| Classifica (2006) | Posizione massima |
| ----------------- | ----------------- |
| Italia            | 2                 |

### Classifiche di fine anno
| Classifica (2006) | Posizione |
| ----------------- | --------- |
| Italia            | 48        |